# Vienna (Wisconsin)
Pour les articles homonymes, voir Vienna.
Vienna est une ville américaine située dans le comté de Dane, dans l’État du Wisconsin, au nord de Madison, la capitale de l'Etat. En 2020, sa population est de 1 666 habitants.

## Historique
La ville de Vienna fait jadis partie de la ville de Windsor jusqu'en 1849. Elle est officiellement créée le 2 mars 1849 sous le nom de 8 & 9 North Range 9 East et la première assemblée municipale a lieu le 16 avril 1849. Quelques jours plus tard, la zone est à nouveau divisée en deux villes : Dane et Vienna. 
Le nom de «Vienna town» est choisi par les premiers habitants et correspondrait au nom d'un canton de l'est de l'État de New York, d'où étaient originaires certains des premiers résidents du lieu.

## Démographie
Selon le recensement de 2020, la population de Vienna Town est de 1 666 habitants.